# Liste der Baudenkmale in Schlepzig
In der Liste der Baudenkmale in Schlepzig sind alle Baudenkmale der brandenburgischen Gemeinde Schlepzig und ihrer Ortsteile aufgelistet. Grundlage ist die Veröffentlichung der Landesdenkmalliste mit dem Stand vom 31. Dezember 2020.

## Baudenkmale
In den Spalten befinden sich folgende Informationen:
- ID-Nr.: Die Nummer wird vom Brandenburgischen Landesamt für Denkmalpflege vergeben. Ein Link hinter der Nummer führt zum Eintrag über das Denkmal in der Denkmaldatenbank. In dieser Spalte kann sich zusätzlich das Wort Wikidata befinden, der entsprechende Link führt zu Angaben zu diesem Denkmal bei Wikidata.
- Lage: die Adresse des Denkmales und die geographischen Koordinaten. Link zu einem Kartenansichtstool, um Koordinaten zu setzen. In der Kartenansicht sind Denkmale ohne Koordinaten mit einem roten beziehungsweise orangen Marker dargestellt und können in der Karte gesetzt werden. Denkmale ohne Bild sind mit einem blauen bzw. roten Marker gekennzeichnet, Denkmale mit Bild mit einem grünen beziehungsweise orangen Marker.
- Bezeichnung: Bezeichnung in den offiziellen Listen des Brandenburgischen Landesamtes für Denkmalpflege. Ein Link hinter der Bezeichnung führt zum Wikipedia-Artikel über das Denkmal.
- Beschreibung: die Beschreibung des Denkmales
- Bild: ein Bild des Denkmales und gegebenenfalls einen Link zu weiteren Fotos des Baudenkmals im Medienarchiv Wikimedia Commons

### Schlepzig
| ID-Nr.                           | Lage                 | Bezeichnung                                                         | Beschreibung | Bild                                                                |
| -------------------------------- | -------------------- | ------------------------------------------------------------------- | --- | ------------------------------------------------------------------- |
| 09140274                         | (Lage)               | Hutten-Gedenkstein, westlich von Schlepzig am Waldrand              | Der Hutten-Gedenkstein oder auch Wussegkdenkmal ist durch „Verwachsung“ und „Vermoorung“ nur im Winter erreichbar, wenn die Wiesen im Winter zugefroren sind. Der Zugang muss dann von dem Parkplatz nördlich des Inselteiches über die Brücke in westlicher Richtung erfolgen. | BW                                                                  |
| 09140270                         | Dammstraße 3 (Lage)  | Fachwerkwohnhaus                                                    | | weitere Bilder                                                      |
| 09140273                         | Dorfstraße 16 (Lage) | Fachwerkscheune mit Hofeinfahrt                                     | | weitere Bilder                                                      |
| 09140272                         | Dorfstraße 26 (Lage) | Fachwerkwohnhaus                                                    | Im ehemaligen Lehnschulzenhaus befindet sich heute das Agrarhistorische Museum. | Fachwerkwohnhaus                                                    |
| 09140269                         | Dorfstraße 34 (Lage) | Dorfkirche mit Kirchhof und Pfarrhaus                               | Die Dorfkirche Schlepzig ist ein Fachwerkhaus aus dem Jahre 1782. Im Inneren am Gewölbe befindet sich eine Wolkenbemalung im barocken Stil. | weitere Bilder                                                      |
| 09141101 Teilobjekt zu: 09140269 | Dorfstraße 34 (Lage) | Pfarrhaus                                                           | Eingeschossiger Bau mit Satteldach. Datiert auf 1901/1916. | Pfarrhaus                                                           |
| 09141102 Teilobjekt zu: 09140269 | Dorfstraße 34 (Lage) | Kirchhof                                                            | Bestehend aus Einfriedung und Kirchhofportal. Datiert auf 1900/1926. | Kirchhof                                                            |
| 09140801 Teilobjekt zu: 09140269 | Dorfstraße 34 (Lage) | Pumpe                                                               | Bei der Pumpe handelt es sich um eine Schwengelpumpe. Sie datiert auf 1876/1920. | Pumpe                                                               |
| 09140800 Teilobjekt zu: 09140269 | Dorfstraße 34 (Lage) | Grabmal                                                             | Die Stele wurde 1845 aufgestellt. | Grabmal                                                             |
| 09141103 Teilobjekt zu: 09140269 | Dorfstraße 34 (Lage) | Grabkreuz                                                           | Das Grabkreuz ist wahrscheinlich in seinem Ursprung C. Riech gewidmet und das einzige noch verbleibende gusseiserne Kreuz auf dem Kirchfriedhof, datiert auf 1892. Die Grabanlage wurde vermutlich umbelegt.                                                                    | Grabkreuz                                                           |
| 09141104 Teilobjekt zu: 09140269 | Dorfstraße 34 (Lage) | Grabmal                                                             | Das Grabmal im neugotischen Stil ist wahrscheinlich C. König gewidmet. Es zeigt ein Relief aus Sandstein die allegorische Figur des Glaubens. Datiert auf ca. 1871. | Grabmal                                                             |
| 09140802 Teilobjekt zu: 09140269 | Dorfstraße 34 (Lage) | Friedhofsgebäude                                                    | Eingeschossiger Ziegelwerkbau mit Satteldach aus dem Jahr 1876. Das Gebäude steht nordwestlich der Dorfkirche am Rande des Kirchhofes. | Friedhofsgebäude                                                    |
| 09140271                         | Dorfstraße 49 (Lage) | Fachwerkwohnhaus                                                    | Im linken Giebel befindet sich ein Kreuzstockfenster. Es stammt aus dem 18. Jahrhundert. | Fachwerkwohnhaus                                                    |
| 09140515                         | Dorfstraße 52 (Lage) | Getreidemühle mit Wohnhausanbau und Turbinenhaus mit Einlaufbauwerk | Zweigeschossiger Fachwerkbau mit Satteldach aus dem Jahr 1771 (ein Umbau erfolgte 1923). | Getreidemühle mit Wohnhausanbau und Turbinenhaus mit Einlaufbauwerk |
| 09140647 Teilobjekt zu: 09140515 | Dorfstraße 52 (Lage) | Turbinenhaus                                                        | Eingeschossiger Bau mit Satteldach aus dem Jahr 1923. Das Gebäude schließt westlich an die Getreidemühle an. | Turbinenhaus                                                        |